# Portsmouth (Dominica)
Portsmouth  es una localidad de Dominica en la parroquia de Saint John. 
La ciudad fue la capital original de Dominica, función que solo ejerció en el año 1760. La epidemia de malaria sufrida ese mismo año produjo que el gobierno se mudara a Roseau, donde se estableció definitivamente.

## Demografía
Según censo 2001 contaba con una población de 2.977 habitantes. La estimación 2010 refiere a  3.297 habitantes.